# 오른손잡이
오른손잡이는 오른손을 주로 사용하는 사람을 말한다. 여러 연구에 의하면, 인구 85~90% 가 오른손잡이이며, 나머지 비율 가운데 대다수는 왼손잡이라고 한다. 그런데도, 어찌하여 오른손잡이가 왼손잡이보다 대다수를 차지하는지 설명하는 유력한 이론은 없다고 한다. 한편, 극소수 비율로 양손을 자유롭게 사용할 수 있는 인구층이 있으며 이 분류에 속하는 사람은 양손잡이로 간주한다.

## 같이 보기
- 왼손잡이
- 양손잡이
- 딴손잡이